# جورج إس. هوبارت
جورج إس. هوبارت هو محامي وسياسي أمريكي، ولد في 24 أكتوبر 1875، وتوفي في 1 نوفمبر 1938. نشط حزبياً في الحزب الجمهوري. وقد انتخب عضو جمعية نيوجيرسي العامة ‏.